# Cameron Boyce
Cameron Mica Boyce (Los Angeles, 28 maggio 1999 – Los Angeles, 6 luglio 2019) è stato un attore, modello e ballerino statunitense.
È noto principalmente per aver interpretato i ruoli di Luke nella serie televisiva Jessie e di Carlos De Vil (Carlos De Mon nella versione italiana) nei tre film della serie Descendants, trasmessi da Disney Channel. Nel 2018 ha vinto un Premio Emmy per il miglior annuncio promozionale.

## Biografia
Cameron Boyce nacque a Los Angeles, in California, il 28 maggio 1999, da Libby e Victor Boyce. Il padre è di origini afro-caraibiche e afroamericane, mentre la madre è ebrea. Aveva una sorella minore, Maya Boyce. Sua nonna paterna, Jo Ann (Allen) Boyce, era una delle "Clinton Twelve", le prime ragazze afroamericane a frequentare una scuola superiore integrata nel sud degli Stati Uniti, nel 1956.

### Carriera
Cameron Boyce iniziò la sua carriera come modello all'età di sette anni, quando apparve nel catalogo promozionale della Disney. Successivamente, prese parte alle campagne pubblicitarie di "Garnet Hill", "Wilsons Leather", "Jakks Pacific", Nestlé e "K-Mart".
All'età di otto anni partecipò agli spot per "Kraft Macaroni and Cheese", "Fruit Loops" e "Bisquick". Nel 2008 prese parte al video musicale per il brano That Green Gentleman del gruppo statunitense Panic! at the Disco e, in seguito, apparve nel video dell'album Ya'll Know How I Am di Ice Cube e in Whip My Hair di Willow Smith.
Nel giugno 2008 esordì in televisione nel ruolo di Michael "Stone" Cates Jr. nella soap opera General Hospital: Night Shift. Nell'agosto seguente debuttò al cinema in Riflessi di paura nel ruolo di co-protagonista e nel thriller d'azione Eagle Eye. Nel giugno 2010 prese parte alle riprese di Un weekend da bamboccioni, in cui recita come il figlio del protagonista, interpretato da Adam Sandler. Nello stesso anno apparve, inoltre, nella webserie The Legion of Extraordinary Dancers, mostrando le sue abilità di ballerino.
Nel 2011 partecipò ad una serie di episodi di Buona fortuna Charlie e, successivamente, fu uno dei ballerini presenti in un omaggio della ABC al Royal Wedding. Nel giugno dello stesso anno ottenne un piccolo ruolo in Judy Moody and the Not Bummer Summer e, in agosto, partecipò come ballerino all'episodio Rimettiamoci della prima stagione di A tutto ritmo.
Nel settembre 2011 ottenne un ruolo da co-protagonista nella serie televisiva Jessie, in cui interpreta Luke Ross, un dodicenne adottato e malizioso. Durante la pre-produzione dello show, Luke doveva essere inizialmente un ragazzo coreano di nome Hiro, ma la produzione rimase colpita dall'audizione di Boyce, decidendo di ricreare il ruolo appositamente per lui. Nel 2013 prese parte al film Un weekend da bamboccioni 2, sequel del film del 2010. Nel 2015 interpretò il ruolo di Conor nella serie tv Gamers Mania e prese parte all'episodio Prom-A-Rooney della sitcom Liv e Maddie. Partecipò, inoltre, al film TV Descendants, prodotto da Disney, dove interpreta Carlos, il figlio di Crudelia De Mon. Nel 2017 tornò nei panni di Carlos De Mon in Descendants 2. Nel 2018 Boyce vinse un Premio Emmy nella categoria "miglior annuncio promozionale" per la sua partecipazione al progetto di Disney XD Timeless Heroes-Be Inspired.
Sempre nel 2018 venne annunciato che l'attore avrebbe avuto un ruolo nell'episodio pilota di una nuova serie TV della ABC, intitolata Steps, e fu riconfermato nella parte di Carlos in Descendants 3, che avrebbe debuttato su Disney Channel nell’estate del 2019. Il film fu trasmesso negli Stati Uniti il 2 agosto 2019 ed è l'ultimo film della saga in cui apparve. Seguirono Paradise City, una serie TV di sei episodi prodotta indipendentemente, spin-off del film indipendente American Satan, e Runt, film indipendente, entrambi usciti in seguito alla morte dell'attore.. Nel gennaio 2019 fu inoltre confermato che l'attore aveva preso parte ad una nuova serie TV per HBO, intitolata Mrs. Fletcher, la cui trasmissione iniziò negli USA il 27 ottobre 2019.

### Morte ed eredità
Il 6 luglio 2019, a soli 20 anni, Boyce fu trovato privo di sensi nella sua casa di Los Angeles. Vennero chiamate le autorità che appena intervennero non poterono fare altro che dichiarlo morto. Secondo una dichiarazione rilasciata dalla famiglia, Boyce morì nel sonno "a causa di una crisi epilettica che era il risultato di una condizione medica in corso per la quale era in cura". Fu eseguita l'autopsia, ma la divulgazione sulla causa della morte è stata rinviata in attesa di ulteriori indagini. Il 9 luglio la famiglia di Boyce ha confermato che la sua morte è stata causata da una crisi epilettica e che a Boyce era stata diagnosticata già in precedenza l'epilessia. I risultati dell'autopsia sono stati pubblicati dal Dipartimento di medicina legale della contea di Los Angeles il 30 luglio, confermando che la causa del decesso era dovuta a morte improvvisa e inaspettata per epilessia. Il suo corpo fu cremato e le ceneri restituite alla famiglia.. Nei giorni successivi al suo decesso molti  colleghi ed ex co-protagonisti gli hanno reso omaggio sui social media.
Dopo il decesso dell'attore la Disney annunciò di aver cancellato l'anteprima del film Descendants 3, in programma per il 22 luglio, e che, in cambio, avrebbe fatto una donazione al Thirst Project, un'organizzazione filantropica con la quale Cameron era profondamente impegnato, dichiarando, inoltre, che Disney Channel avrebbe dedicato la trasmissione televisiva di Descendants 3 proprio alla memoria di Cameron Boyce, con il permesso della famiglia Boyce.
Qualche giorno dopo la morte del giovane, la famiglia lanciò una fondazione di beneficenza per onorarne la memoria, denominata Cameron Boyce Foundation, il cui obiettivo è fornire "sbocchi artistici e creativi ai giovani come alternative alla violenza e alla negatività e utilizzare risorse e filantropia per un cambiamento positivo nel mondo."

## Vita privata
Cameron Boyce trascorse quasi tutta la sua vita nei pressi di Los Angeles con i genitori Victor e Libby, la sorella Maya e il suo cane, Cienna. Poche settimane prima della morte improvvisa, si era trasferito da casa per andare ad abitare in un nuovo appartamento a North Hollywood con il collega e amico di sempre, Karan Brar.
Con quattro amici era membro del gruppo di danza X Mob. Il suo stile preferito era la break dance e, quando non era impegnato a recitare o ballare, giocava a pallacanestro, sport che praticava dall'infanzia.

## Riconoscimenti
2012 – Young Artist Awards
- Best Performance in a Feature Film – Young Ensemble Cast per Judy Moody and the Not Bummer Summer (condiviso con Jordana Beatty, Preston Bailey, Parris Mosteller, Garrett Ryan, Ashley Boettcher, Taylar Hender, Jackson Odell)

2018 – Pioneering Spirit Award
- Premio umanitario consegnatogli per i suoi "sforzi ispiratori per sostenere la lotta contro la crisi idrica mondiale" per aver supportato l'associazione benefica Thirst Project[26].

2018 – Daytime Emmy Award
- Outstanding Promotional Announcement – per Timeless Heroes – Be Inspired (condiviso con Disney XD)

## Filmografia

### Attore

#### Cinema
- Riflessi di paura (Mirrors), regia di Alexandre Aja (2008)
- Eagle Eye, regia di D.J. Caruso (2008)
- Un weekend da bamboccioni (Grown Ups), regia di Dennis Dugan (2010)
- Judy Moody and the Not Bummer Summer, regia di John Schultz (2011)
- Un weekend da bamboccioni 2 (Grown Ups 2), regia di Dennis Dugan (2013)
- Runt, regia di William Coakley (2020) - postumo[27]

#### Cortometraggi
- Game On, regia di Ryan Landels e Harry Shum Jr. (2011)[28]

#### Televisione
- General Hospital: Night Shift – serial TV, 7 puntate (2008)
- The 7th Annual TV Land Awards (2009)
- Buona fortuna Charlie (Good Luck Charlie) – serie TV, episodio 2x8 (2011)
- A tutto ritmo (Shake It Up) – serie TV, episodio 1x21 (2011)
- Jessie – serie TV, 98 episodi (2011-2015)
- Gamers Mania (Gamer's Guide to Pretty Much Everything) – serie TV, 22 episodi (2015-2016)
- Liv e Maddie – serie TV, episodio 2x17 (2015)
- Descendants – film TV regia di Kenny Ortega (2015)
- Summer Camp – serie TV, episodio 1x12-2x6 (2016)
- Code Black – serie TV, episodio 1x17 (2015)
- Descendants 2 – film TV, regia di Kenny Ortega (2017)
- Descendants 3 – film TV, regia di Kenny Ortega (2019) - postumo
- Mrs. Fletcher – miniserie TV, 7 puntate (2019) - postumo
- Paradise City – miniserie TV, regia di Ash Avildsen (2021)[29]– postumo

### Doppiatore
- Jake in Jake e i pirati dell'Isola che non c'è (Jake and the Never Land Pirates) – serie animata TV (2012-2015)
- Ultimate Spider-Man – serie animata TV, 1 episodio (2014)
- Descendants: Wicked World – serie animata TV, 6 episodi (2015-2016)
- Spider-Man – serie animata (2017)

### Webserie
- The Legion of Extraordinary Dancers – webserie, 1 episodio (2010)

## Doppiatori italiani
Nelle versioni in italiano delle opere in cui ha recitato, Cameron Boyce è stato doppiato da: 
- Federico Bebi in Gamers Mania, Descendants, Descendants 2, Descendants 3
- Alex Polidori in Riflessi di paura, Eagle Eye, Liv e Maddie
- Francesco Ferri in Jessie, Summer Camp
- Andrea Di Maggio in Code Black
- Tito Marteddu in Mrs. Fletcher

Da doppiatore è sostituito da:
- Ruggero Valli in Jake e i pirati dell'Isola che non c'è (parte parlata)
- Leonardo Caneva in Jake e i pirati dell'Isola che non c'è (parte cantata)
- Federico Bebi in Descendants: Wicked World